# Новогумерово
Новогумерово (баш. Яңы Ғүмәр) — деревня в Кушнаренковском районе Республики Башкортостан Российской Федерации. Входит в состав Старогумеровского сельсовета.

## География

### Географическое положение
Расстояние до:
- районного центра (Кушнаренково): 27 км,
- центра сельсовета (Старогумерово): 6 км,
- ближайшей ж/д станции (Чишмы-1): 38 км.

## Население
| 2002 | 2009 | 2010 |
| ---- | ---- | ---- |
| 151  | ↘142 | ↘121 |

Национальный состав
Согласно переписи 2002 года, преобладающие национальности — башкиры (54 %), татары (46 %).